# Matt Carroll
Matthew Carroll (Pittsburgh, Pensilvania, 28 de agosto de 1980) es un exjugador de baloncesto estadounidense que jugó 9 temporadas en la NBA. Con 1,98 metros de altura, jugaba en la posición de escolta.

## Carrera

### High School
Matt jugó en Hatboro-Horsham High School en Horsham, Pensilvania, junto a su hermano Pat y bajo la dirección del técnico Walt Ostrowski. Allí Carroll promedió 26,5 puntos, 7,3 rebotes y 4 asistencias en su año sénior. Incluso durante sus 3 primeras temporadas aportó más rebotes y asistencias, cuando jugaba más de base en los Hatters.
Una vez finalizado su etapa en el instituto, Carroll acabó 2º en la clasificación histórica de anotadores en el sureste de Pensilvania, sólo superado por Kobe Bryant. Sin embargo, Carroll superó a Bryant al convertirse en el único jugador de Pensilvania en ser nombrado Mr. Basketball dos veces. Jugó también con el equipo júnior de la USA Basketball.

### Universidad
Matt fue reclutado por el técnico John MacLeod, pero solo jugó como freshman con Matt Doherty como entrenador, el resto de su carrera fue con Mike Brey.
Carroll jugó 4 temporadas en la Universidad de Notre Dame, donde disputó 133 partidos con promedios de 13,9 puntos, 4,3 rebotes y 2,4 asistencias. Acabó como 6º máximo anotador en la historia de la universidad con 1.850 puntos, como máximo triplista (301) y con el mayor número de partidos jugados (133). Debutó en la temporada 1999-00, donde firmó 9,8 puntos, cada temporada crecería su producción. Como sophomore hizo 12,4 puntos, como júnior 14,8 y en su última temporada promedió 19,5. En su año sénior fue honorable mención All-American por Associated Press y fue incluido en el Mejor Quinteto All-Big East.

### NBA

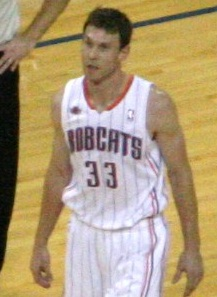
Carroll con Charlotte en 2009.

Carroll no fue elegido en el draft, pero jugó la liga de verano de 2003 con New York Knicks pero al final lo descartaron. El 7 de noviembre de 2003 Portland Trail Blazers lo fichó, pero tan sólo jugó 13 partidos en los que promedió 1 punto.
Después de ser cortado por los Blazers, Carroll firmó con Roanoke Dazzle de la NBDL. Jugó 11 partidos con los Dazzle en los que promedió 15,5 puntos y 2,8 rebotes. El 8 de marzo de 2004 San Antonio Spurs le hizo un contrato de 10 días.
Para la temporada 2004-05, Carroll volvió con Roanoke Dazzle para firmar una gran temporada en la que fue elegido como MVP de la NBDL. Promedió 20,1 puntos, 2,8 rebotes y 1,6 asistencias. Carroll se marcó el récord de puntos en un partido aquel año con 43 ante Florida Flame.
Durante el verano de 2004, Carroll jugó en la liga de verano de Golden State Warriors, pero no se quedó en el equipo. Sin embargo, tuvo la oportunidad de firmar con la recién creada franquicia de Charlotte Bobcats el 23 de febrero de 2005. Disputó 25 partidos y promedió 9 puntos y 2.4 rebotes. Le hizo 22 a Washington Wizards en el que fue su mejor partido como novato.
Para la temporada 2005-06 renovó con Charlotte, disputó 78 partidos donde promedió 7,6 puntos y 2 rebotes. Como dato curioso apuntar que Matt firmó 4 jugadas de 3+1 durante la liga regular. El récord lo tiene Mitch Richmond con 6.
En la 2006-07 Charlotte ejerció la opción de renovación que tenía sobre Carroll, y el escolta cuajó su mejor temporada en la NBA, con 12,1 puntos, 2,9 rebotes y 1,3 asistencias, con un 90,4% en tiros libres y un 41,6% en triples.
En enero de 2008 es traspasado a Dallas Mavericks junto con Ryan Hollins a cambio del senegalés DeSagana Diop.

## Estadísticas de su carrera en la NBA

### Temporada regular
| Año     | Equipo      | PJ  | PT | MPP  | %TC  | %3P  | %TL   | RPP | APP | ROB | TPP | PPP  |
| ------- | ----------- | --- | -- | ---- | ---- | ---- | ----- | --- | --- | --- | --- | ---- |
| 2003–04 | Portland    | 13  | 0  | 3.7  | .455 | .333 | 1.000 | .2  | .1  | .0  | .0  | 1.0  |
| 2003–04 | San Antonio | 3   | 0  | 7.3  | .400 | .000 | .500  | 1.0 | .3  | .3  | .0  | 2.0  |
| 2004–05 | Charlotte   | 25  | 0  | 17.2 | .389 | .333 | .855  | 2.4 | .7  | .7  | .1  | 9.0  |
| 2005–06 | Charlotte   | 78  | 6  | 16.3 | .403 | .389 | .821  | 2.0 | .4  | .6  | .1  | 7.6  |
| 2006–07 | Charlotte   | 72  | 47 | 26.1 | .433 | .416 | .904  | 2.9 | 1.3 | .7  | .1  | 12.1 |
| 2007–08 | Charlotte   | 80  | 18 | 25.2 | .428 | .436 | .804  | 2.8 | .9  | .6  | .2  | 9.0  |
| 2008–09 | Charlotte   | 34  | 10 | 14.0 | .406 | .267 | .789  | 1.6 | .7  | .5  | .2  | 4.1  |
| 2008–09 | Dallas      | 21  | 0  | 6.7  | .273 | .125 | 1.000 | .7  | .1  | .1  | .1  | 1.2  |
| 2009–10 | Dallas      | 25  | 0  | 4.8  | .360 | .211 | 1.000 | .5  | .2  | .2  | .0  | 1.8  |
| 2010–11 | Charlotte   | 54  | 1  | 10.8 | .447 | .370 | .769  | 1.3 | .4  | .3  | .1  | 4.4  |
| 2011–12 | Charlotte   | 53  | 2  | 11.2 | .331 | .186 | .789  | 1.1 | .7  | .3  | .1  | 2.7  |
| Total   | Total       | 458 | 84 | 16.6 | .413 | .384 | .841  | 1.9 | .7  | .5  | .1  | 6.6  |

### Playoffs
| Año     | Equipo | PJ | PT | MPP | %TC   | %3P  | %TL  | RPP | APP | ROB | TPP | PPP |
| ------- | ------ | -- | -- | --- | ----- | ---- | ---- | --- | --- | --- | --- | --- |
| 2008–09 | Dallas | 4  | 0  | 3.5 | .500  | .000 | .000 | .5  | .0  | .0  | .0  | .5  |
| 2009–10 | Dallas | 1  | 0  | 5.0 | 1.000 | .000 | .000 | 1.0 | .0  | .0  | .0  | 2.0 |
| Total   | Total  | 5  | 0  | 3.6 | .667  | .000 | .000 | .6  | .0  | .0  | .0  | .8  |

## Vida personal
Su padre John jugó al fútbol americano en la Universidad de Penn State.
Su hermano Pat Carroll fue Co-Jugador del Año en la Atlantic 10 en la Universidad de St. Joseph’s.
Su abuelo, Don Graham, es un legendario entrenador de instituto en Pensilvania, entrena a Pittsburgh’s North Catholic High School y es el técnico con más triunfos en la historia del estado. También abrió Carroll Camps, un training camp de baloncesto donde los hermanos Carroll enseñan fundamentos, especialmente el tiro.
Se licenció en marketing en la Universidad de Notre Dame.